# Kanjamalai
Kanjamalai és una muntanya al districte de Salem a Tamil Nadu Fou coneguda per les seves mines de magnetita. Fou la principal mina de la Porto Novo Iron Company, que va fundar Porto Novo a l'inici del segle xix però feu fallida i l'explotació va quedar molt de temps aturada. Al peu de la muntanya hi ha el temple de Siddharkovil.